# Mieczysław Frydberg
Mieczysław Frydberg – polski duchowny.
Pełnił urząd proboszcza parafii Przytkowice. Brał udział w konspiracji podczas II wojny światowej. W 1946 został odznaczony Krzyżem Srebrnym Orderu Virtuti Militari.